# 渡邉翔梧
渡邉 翔梧（わたなべ しょうご、2003年6月4日 -）は、日本のカメラマン。

## 概要
和光学園在学中の2020年に写真甲子園ソロ部門に投稿した作品にて銅賞を獲得。審査員からも「今年最も話題になった」と形容された『Stay home, stay alone』は彼の代表作である。
近年はi-Dの「写真で振り返る2021年」に国内外から多数の応募がある中選出される等、活躍を続けている。

## 受賞
- ソロ写真甲子園2020 - 銅賞